# Tratado de Berwick (1560)

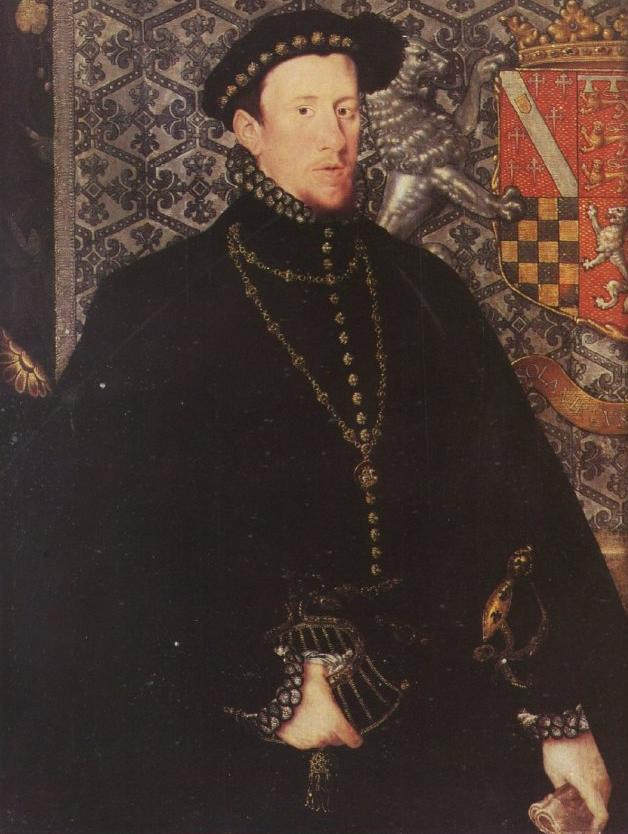
Thomas Howard, duque de Norfolk, representante de Inglaterra en Berwick

El Tratado de Berwick se negoció el 27 de febrero de 1560 en Berwick. Este fue un acuerdo hecho por el representante de la Reina Isabel I de Inglaterra, el Duque de Norfolk, y el grupo de nobles escoceses conocidos como los Señores Escoceses de la Congregación. El propósito de este tratado fue el de acordar los términos bajo los cuales, ejército ingleses y una de sus flotas vendrían a Escocia para expulsar a las tropas francesas que defendían la Regencia de María de Guisa . Los entonces Lores trataban de expulsar a los franceses y de efectuar la Reforma escocesa, lo cual condujo a disturbios y conflictos armados.

## Inglaterra y los Lores Escoceses de la Congregación
El líder de los "Señores de la Congregación" fue el duque de Chatelherault. Este había sido regente con anterioridad, pero en este tratado se le describe como "segunda persona", lo que significa que era el siguiente herdero al trono, después de María, reina de Escocia . Sus representantes en Berwick fueron James Stewart, primer conde de Moray; Patrick, Lord Ruthven; Sir John Maxwell de Terregles; William Maitland más joven de Lethington; John Wishart de Pitarrow y finalmente el maestro Henry Balnaves de Halhill . El representante de Inglaterra fue Thomas, duque de Norfolk . El embajador inglés en Francia, Nicholas Throckmorton, animó a Isabel a apoyar a los lores escoceses, haciéndole ver los beneficios para ella en Irlanda y una alianza estable en el futuro con Escocia, separada de su antigua alianza con Francia.

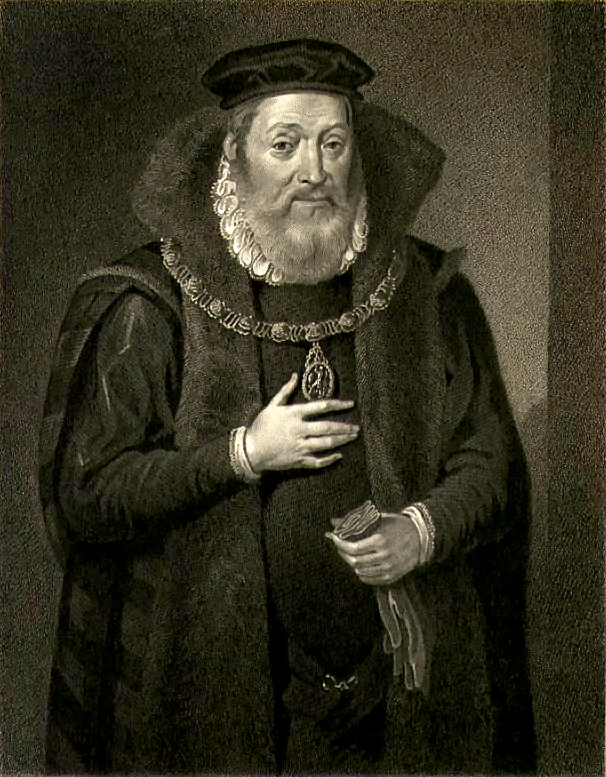
Duque de Châtellerault, representante de Escocia en Berwick.

El tratado fue exitoso: la armada inglesa ya contaba con una flota en el "Firth of Forth" comandada por William Winter, y así, un ejército inglés bajo el mando del barón Gray de Wilton marchó hacia el norte desde Berwick hacia Escocia, acampando primero en Halidon Hill el 27 de marzo. Los lores escoceses concertaron una cita con el ejército inglés el 31 de marzo de 1560, en Aitchison's Haven, el puerto de Newbattle Abbey en Prestongrange en East Lothian .
El 24 de marzo de 1560, Isabel publicó y distribuyó una proclamación en inglés, francés e italiano, la cual detallaba sus preocupaciones sobre el uso de la heráldica inglesa por parte de María y las ambiciones de la familia Guisa. La proclamación hacia énfasis sobre que Inglaterra no estaba en guerra con Francia o Escocia. Aunque Isabel se había visto obligada a "poner en orden, a sus grandes cargos, ciertas fuerzas tanto por mar como por tierra".
La fuerza inglesa ayudó en el asedio de Leith, hasta que por fin las hostilidades dieron final en julio de 1560, tras la muerte de María de Guisa y la firma del Tratado de Edimburgo . Acorde a los términos del tratado, las fortificaciones francesas en Leith, las nuevas obras en el Castillo de Dunbar y de Eyemouth fueron demolidas, haciendo así que los franceses e ingleses regresaran a casa.  Las ambiciones religiosas de los señores escoceses se realizaron en el Parlamento de la Reforma de agosto de 1560. Este parlamento también ratificó el tratado; William Maitland lo elogió y la buena voluntad y el favor de Isabel para aliviar la extrema necesidad y "casi la ruina total de todo el país". Según el observador inglés Thomas Randolph, hubo consentimiento común y algunos habrían firmado felizmente con su propia sangre.

## El contexto y los historiadores
John Knox pensó que el tratado era tan importante para explicar las acciones de los Señores de la Congregación a la posteridad que insertó el texto completo en su <i id="mwUQ">Historia de la Reforma</i> . Knox relacionó directamente el tratado con el pensamiento de su colega Christopher Goodman en su tratado Cómo se deben obedecer los poderes superiores, al escribir:

And because we have heard the malicious tongues of wicked men make false report of this our fact, we have faithfully and truly inserted in this our history the said contract, ... that memory thereof may bide to our posterity; to the end that they may judge with indifference, whether that we have done anything prejudicial to our commonwealth or yet contrarious unto that debtful obedience which true subjects owe to their superiors

El historiador moderno Michael Lynch calificó el tratado como "un documento asombroso que menciona muchas cosas pero no la religión". Pamela Ritchie, historiadora y autora de una biografía política de María de Guisa, considera que el tratado facilita "la interferencia de un monarca extranjero en lo que era esencialmente una crisis interna". William Ferguson argumentó que los historiadores anteriores habían enfatizado demasiado la importancia del tratado y la acción militar inglesa. Si bien la intervención fue oportunista, organizada después del tumulto de Amboise cuando Francia se vio perturbada por primera vez por sus guerras de religión, el ejército inglés no recibió una bienvenida y un apoyo generalizados y no logró tomar Leith por asalto. Los ingleses eran conscientes del probable impacto de los problemas en Francia; Cecil le escribió a Ralph Sadler el 22 de marzo de 1560 que:
aquí confiamos en que la valentía de los franceses se enfriará; en casa, tienen bastante que ver con problemas en parte por la religión, en parte por el gobierno; Dios envíe su justa ira entre ellos para su enmienda.
Los lores escoceses ya habían visto la oportunidad que surgía de las presiones en las fronteras de Francia. El 20 de enero, Richard Maitland escribió a su amigo en Londres sobre su disposición a abandonar la Auld Alliance, señalando;
No estará de más considerar en qué caso se encuentran los franceses en la actualidad, su estado no siempre es tan tranquilo en casa como todos piensan ... la demanda del Imperio de la restitución de Metz, Toul y Verdun puede convertirse en un negocio. .

## Artículos del tratado
El 27 de marzo de 1560, María de Guisa escribe a sus hermanos, el Cardenal y Duque de Guisa, que nunca vio nada tan vergonzoso como los Artículos.
Los artículos firmados en Berwick incluyeron:
1. La creencia de Isabel de que Francia pretendía conquistar Escocia y ofreció su protección a su nobleza durante el matrimonio de María con Francisco II de Francia .
2. Isabel enviaría un ejército a toda velocidad para unirse a los escoceses.
3. Cualquier fuerte ganado por la fuerza inglesa sería inmediatamente destruido por los escoceses o entregado al duque de Châtellerault.
4. Los escoceses ayudarán al ejército inglés.
5. Todos los enemigos de Inglaterra son enemigos de ambos.
6. Escocia no estará más unida a Francia que por el matrimonio de María.
7. Escocia ayudará a repeler las invasiones francesas de Inglaterra.
8. El conde de Argyll ayudará a los ingleses a gobernar el norte de Irlanda.[17]
9. Los escoceses ofrecerán rehenes o 'promesas'; las enviadas en abril de 1560 incluyen:[18]
  1. Claud Hamilton, primer Lord Paisley, hijo de Châtellerault, 14 años.
  2. Maestro Alexander Campbell, primo hermano del conde de Argyll .
  3. Maestro Robert Douglas medio hermano de Lord James .
  4. Maestro James Cunningham, hijo del conde de Glencairn .
  5. Maestro George Graham, hijo del conde de Menteith, de 5 años.
  6. Maestro Archibald Ruthven, hijo de Lord Ruthven, de 14 años.

</br> Estos rehenes estaban en Newcastle el 10 de abril de 1560, asistidos por Ninian Menville de Sledwick Hall.[19] Châtellerault escribió a Isabel el 21 de diciembre de 1561, solicitando la devolución de estas promesas, ya que estaban destinadas a permanecer en Inglaterra solo hasta un año después del final del matrimonio francés de María.[20]
10. El tratado que firmará el duque después de la entrega de los rehenes. No se retira la obediencia debida a María o al rey francés.

El tratado fue firmado y sellado por 30 de los Lores de la Congregación en el 'campamento antes de Leith' ( Pilrig ) el 10 de mayo de 1560.

## Lectura adicional
- Calderwood, David (1842). «Treaty of Berwick». The History of the Kirk of Scotland 1. pp. 573-78. Consultado el 18 de octubre de 2013.
- Haynes, Samuel (1740). «articles of 27 February 1560». A Collection of State Papers from 1542 to 1570. London: Bowyer. pp. 253–257. Consultado el 18 de octubre de 2013.
- Rymer, Thomas (1713). «Official text of treaty 27 February 1560». Foedera, conventiones, literae et cujuscunque generis acta publica inter reges Angliae et alios 15. London. pp. 569-571. Consultado el 18 de octubre de 2013.

- Datos: Q7836985